# Saanalaht
Saanalaht ist ein natürlicher See in der Landgemeinde Saaremaa im Kreis Saare, auf der größten estnischen Insel Saaremaa. 120 Meter vom 18,6 Hektar großen See entfernt liegt der Ort Saaremetsa und 110 Meter entfernt die Ostsee. Mit einer maximalen Tiefe von 50 Zentimetern ist er sehr seicht.